# Cilia Flores

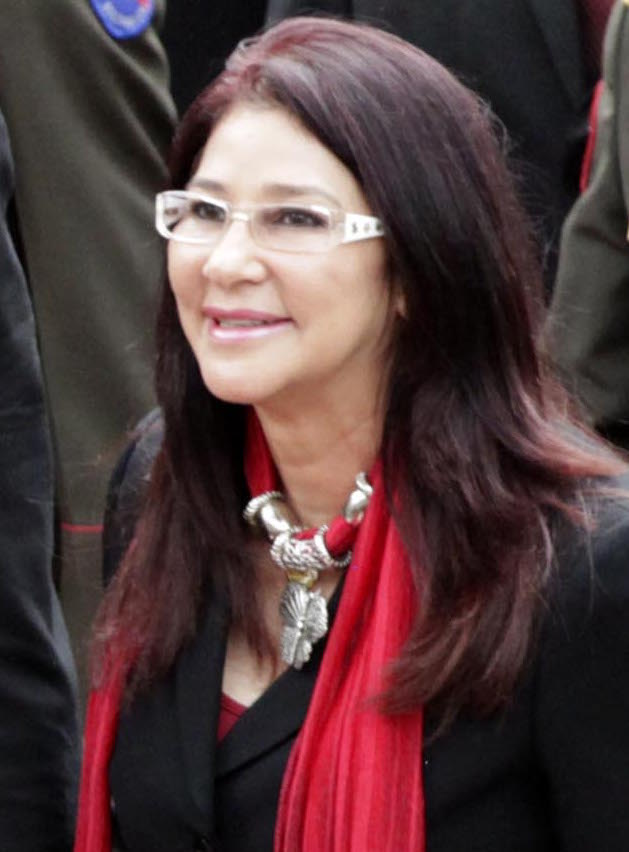
Cilia Flores (2013)

Cilia Flores (* 1953 in Tinaquillo) ist eine venezolanische Politikerin und Anwältin. Zurzeit ist sie Abgeordnete der PSUV in der Venezolanischen Nationalversammlung. Von 2006 bis 2010 war sie deren Präsidentin. Sie ist mit Nicolás Maduro verheiratet.

## Lebenslauf
Sie setzte sich als Anwältin für die Freilassung von Hugo Chávez im Jahr 1994 ein. Chávez war seit 1992 wegen eines blutigen Putschversuchs im Gefängnis.

### Kritik
Cilia Flores ist mehrmals von der Opposition wegen angeblichen Nepotismus kritisiert worden. Mehrere ihrer nahen Verwandten wurden von der Nationalversammlung angestellt, als sie Abgeordnete wurde.
Einmal erklärte sie bei der Nationalversammlung: „Hier ist meine Familie jetzt angestellt und ich bin sehr stolz darauf, dass sie meine Verwandten sind. Ich werde sie als Arbeiter in dieser Nationalversammlung verteidigen und ich werde die öffentlichen Wettbewerbe verteidigen.“